# 青森県道205号町居平賀停車場線
青森県道205号町居平賀停車場線（あおもりけんどう205ごう まちいひらかていしゃじょうせん）は、青森県平川市を通る一般県道である。

## 概要

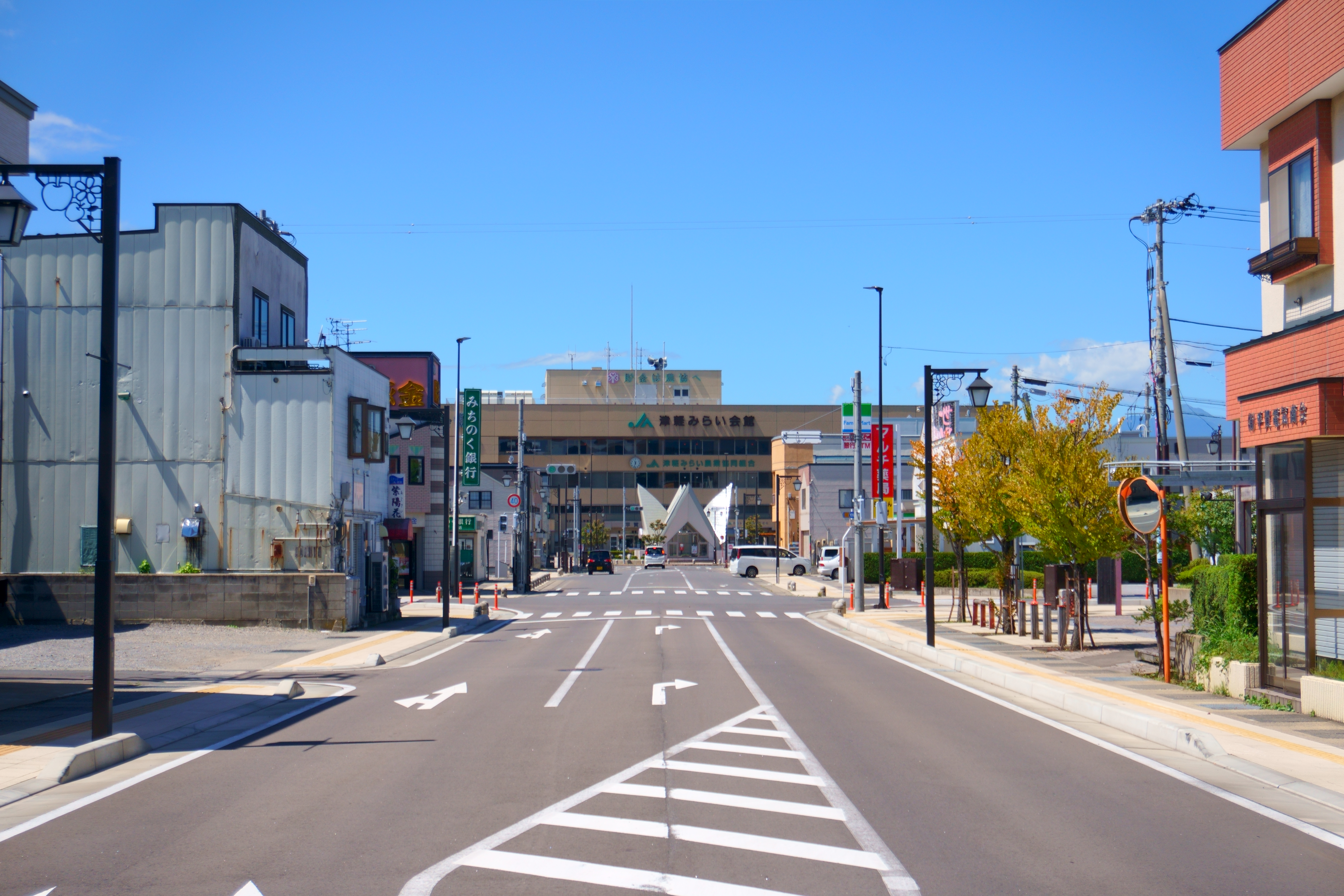
平賀交番付近にて

平川市町居で青森県道135号吹上金屋黒石線の平川市吹上方面から連続し、平川市本町で南下し青森県道13号大鰐浪岡線と約200 m重複し右折、平賀駅に至る。

### 路線データ
- 起点：平川市町居[1]
- 終点：平賀停車場[1]

## 歴史
- 1961年（昭和36年）2月10日 - 県道に認定される[1]。

## 路線状況

### 重複区間
- 青森県道13号大鰐浪岡線 : 平川市本町地内

## 地理

### 交差する道路
- 青森県道135号吹上金屋黒石線（平川市町居、起点）
- 青森県道13号大鰐浪岡線（平川市本町）
- 青森県道13号大鰐浪岡線・青森県道282号小国本町線（平川市本町）
- 青森県道13号大鰐浪岡線（平川市柏木町）
- 青森県道105号平賀停車場本町線（平川市本町、終点）

### 沿線の施設など
- 中央公園
- 平賀郵便局
- いとく平賀店
- 弘南鉄道弘南線 平賀駅